# Cambon-lès-Lavaur
 Cambon-lès-Lavaur  es una población y comuna francesa, ubicada en la región de Mediodía-Pirineos, departamento de Tarn, en el distrito de Castres y cantón de Cuq-Toulza.

## Demografía
| 264 | 237 | 193 | 181 | 186 | 212 |
| Para los censos de 1962 a 1999 la población legal corresponde a la población sin duplicidades (Fuente: INSEE [Consultar]) |     |     |     |     |     |